# 鲍勃·金 (草地滚球运动员)
鲍勃·金（英語：Robert King，1934年9月4日—），澳大利亚男子草地滚球运动员。他曾代表澳大利亚参加1974年英联邦运动会草地滚球比赛，获得男子四人银牌。